# Saint Philip (Barbados)
Saint Philip è una parrocchia di Barbados.
Il territorio ha una superficie di 60 km² ed una popolazione di 30.662 abitanti (censimento 2010).
Il principale centro abitato è Six Cross Roads.
È sede del Bushy Park Circuit, uno dei principali autodromi dei Caraibi.